# واترتاور موزیک
واترتاور موزیک (به انگلیسی: WaterTower Music) (نیو لاین رکوردز از سال ۲۰۰۰ تا ۲۰۱۰) یک ناشر موسیقی آمریکایی است که توسط شرکت سرگرمی برادران وارنر اداره می شود و متعلق به برادران وارنر دیسکاوری است. نام و لوگوی آن بر اساس طرح نمادین برج آب برادران وارنر انتخاب شده است.

## موسیقی متن ها

### واترتاور موزیک
| هنرمند         | آلبوم                                       | توضیحات                   |
| -------------- | ------------------------------------------- | ------------------------- |
| گوناگون        | خماری (فیلم ۲۰۰۹)                           | - انتشار: 9 ژوئن 2009     |
| هانس زیمر      | شرلوک هولمز (فیلم ۲۰۰۹)                     | - انتشار: 12 جولای 2010   |
| گوناگون        | روز ولنتاین (فیلم)                          | - انتشار: 9 فوریه 2010    |
| رامین جوادی    | برخورد تایتان‌ها (فیلم ۲۰۱۰)                 | - انتشار: 30 مارس 2010    |
| دیوید هیرشفلدر | افسانه محافظان: جغدهای گاهول                | - انتشار: 21 سپتامبر 2010 |
| گوناگون        | دروغ‌گوهای کوچک زیبا                         | - انتشار: 15 فوریه 2011   |
| گوناگون        | مشت ناگهانی (فیلم ۲۰۱۱)                     | - انتشار: 22 مارس 2011    |
| گوناگون        | مورتال کامبت: آهنگ هایی با الهام از مبارزان | - انتشار: 5 آوریل 2011    |